# Чезиомађоре
Чезиомађоре је насеље у Италији у округу Белуно, региону Венето.
Према процени из 2011. у насељу је живело 843 становника. Насеље се налази на надморској висини од 468 м.

## Становништво
Према резултатима пописа становништва 2011. у општини је живело 4.145 становника.
| 1951. | 1961. | 1971. | 1981. | 1991. | 2001. | 2011. |
| ----- | ----- | ----- | ----- | ----- | ----- | ----- |
| 5.131 | 4.897 | 4.271 | 4.164 | 4.007 | 4.084 | 4.145 |

## Партнерски градови
- Aratiba